# San Cristóbal Acasaguastlán
San Cristóbal Acasaguastlán är en kommunhuvudort i Guatemala.   Den ligger i departementet Departamento de El Progreso, i den centrala delen av landet, 70 km öster om huvudstaden Guatemala City. San Cristóbal Acasaguastlán ligger 248 meter över havet och antalet invånare är 2 171.
Terrängen runt San Cristóbal Acasaguastlán är huvudsakligen kuperad, men åt nordväst är den bergig. San Cristóbal Acasaguastlán ligger nere i en dal som går i öst-västlig riktning. Runt San Cristóbal Acasaguastlán är det ganska tätbefolkat, med 58 invånare per kvadratkilometer. Närmaste större samhälle är San Agustín Acasaguastlán, 9,7 km väster om San Cristóbal Acasaguastlán. I omgivningarna runt San Cristóbal Acasaguastlán växer huvudsakligen savannskog.